# Kutowinangun (Kutowinangun)
Kutowinangun is een bestuurslaag in het regentschap Kebumen van de provincie Midden-Java, Indonesië. Kutowinangun telt 4165 inwoners (volkstelling 2010).